# Jean Boisselier
Pour les articles homonymes, voir Boisselier.
Jean Boisselier, né le 26 août 1912 à Paris et mort le 29 février 1996 à Paris, est un historien de l'art français spécialiste des Khmers. 

## Histoire
Petit-fils d'architecte et fils du peintre et illustrateur Henri Boisselier, Jean Boisselier aurait découvert sa vocation pour l'art et l'architecture du sud-est asiatique en admirant, à l'occasion de l'exposition coloniale de Marseille en 1922, une publication qui contenait une reproduction de Angkor Vat. Élève des Beaux-Arts pour y suivre des cours de dessins, il devient professeur de dessin. Son souhait est de rejoindre l'École des arts cambodgiens fondée par Georges Groslier, mais la Seconde guerre mondiale, au cours de laquelle il est fait prisonnier, l'en empêche. Tout en enseignant le dessin et l'art khmer, il suit l'enseignement de Philippe Stern et soutient une thèse sur la statuaire khmère. Il est membre de l'École française d'Extrême-Orient (EFEO) de 1949 à 1955 et, à partir de 1951, directeur scientifique des travaux d'Angkor, dont il répertorie les pièces, créant une base de données importante pour les chercheurs. Il est ensuite nommé conservateur du Musée de Phnom-Penh.

### Travaux de classification de l'art du Champa
Jean Boisselier participe à l'encodage et à la classification des styles historiques pour analyser l'art du Champā en collaboration avec Philippe Stern (L'Art du Champa en Annam et ses évolutions, 1942)  (Statuaire du Champā, 1963). 
Pour résumer leurs conclusions, l'historien d'art Jean-François Hubert a identifié au moins les styles suivants :
- Mỹ Sơn E1 (VIIe au VIIIe siècle)
- Dong Duong (IXe au Xe siècle)
- Mỹ Sơn A1 (Xe)
- Khuong My (première moitié du Xe siècle)
- Trà Kiệu (seconde moitié du Xe siècle)
- Chanh Lo (fin du Xe au milieu du XIe siècle)
- Thap Mam (XIe au XIVe siècle)

## Prix
- 1977 : Prix Hercule-Catenacci pour La sculpture en Thaïlande
- 1967 : Prix Broquette-Gonin (littérature) pour Asie du Sud-Est : le Cambodge

### Sites externes
- Giteau, Madeleine, « Jean Boisselier (1912-1996) », Arts Asiatiques, Persée - Portail des revues scientifiques en SHS, vol. 51, no 1,‎ 1996, p. 138–139 (lire en ligne, consulté le 19 août 2020)
- « Jean Boisselier », sur efeo.fr (consulté le 26 avril 2023)
- « Jean BOISSELIER », sur academie-francaise.fr (consulté le 26 avril 2023)
- Notices d'autorité :   - VIAF
  - ISNI
  - BnF (données)
  - IdRef
  - LCCN
  - GND
  - Italie
  - Japon
  - CiNii
  - Belgique
  - Pays-Bas
  - Pologne
  - Israël
  - NUKAT
  - Australie
  - Norvège
  - Tchéquie
  - Brésil
  - WorldCat